# Wellington Silva
Wellington da Silva de Souza (ur. 27 maja 1987) – brazylijski piłkarz występujący na pozycji napastnika.

## Kariera piłkarska
Od 2006 do 2013 roku występował w Marília, Gyeongnam FC, Tokushima Vortis, Paraná Clube, América, Remo, Anápolis i Cerâmica.